# Mary Harvey
Mary Harvey, född den 4 juni 1965 i Palo Alto, Kalifornien, är en amerikansk fotbollsspelare. Vid fotbollsturneringen under OS 1996 i Atlanta deltog hon i det amerikanska lag som tog guld.